# ФК Трабзонспор
Фудбалски клуб Трабзонспор (тур. Trabzonspor Profesyonel Futbol Takımı) је турски фудбалски клуб из Трабзона. Клуб је настао 1967. спајањем више локалних клубова, а своје утакмице од настанка клуба игра на стадиону Хусејин Авни Акер који има капацитет од 19.649 места. Своју професионалну историју је почео у Другој лиги Турске, а 1974. се пласирао у елитни ранг, где се задржао до данас.
Трабзонспор је један од најуспешнијих клубова у Турској. Освојили су седам титула Суперлиге Турске, један од само два клуба изван Истанбула који су успели да освоје титулу (други је Бурсаспор). Освојио је девет титула Купа Турске, девет пута Суперкуп и пет пута Куп Премијера.

## Успеси
Домаћа такмичења
- Суперлига Турске
  - Првак (7): 1975/76, 1976/77, 1978/79, 1979/80, 1980/81, 1983/84, 2021/22.
  - Вицепрвак (7): 1977/78, 1981/82, 1982/83, 1994/95, 1995/96, 2003/04, 2004/05, 2010/11.
- Куп Турске
  - Освајач (9): 1976/77, 1977/78, 1983/84, 1991/92, 1994/95, 2002/03, 2003/04, 2009/10, 2019/20.
  - Финалиста (7): 1974/75, 1975/76, 1984/85, 1989/90, 1996/97, 2012/13, 2023/24.
- Суперкуп Турске
  - Освајач (10): 1976, 1977, 1978, 1979, 1980, 1983, 1995, 2010, 2020, 2022.
  - Финалиста (3): 1981, 1984, 1992.
- Куп Премијера
  - Освајач (5): 1975/76, 1977/78, 1984/85, 1993/94, 1995/96.
  - Финалиста (7): 19661, 1975, 1990, 1991, 1993, 1997, 1998

1Као Трабзон Идманочаги.

## Стадион
Трабзонспор је до децембра 2016. играо на стадиону Хусејин Авни Акер, који је изграђен 1951. године, када му је капацитет био 2.500 места. Он је био реновиран 1967, 1981, 1994–1998, 2008 и 2010. Тренутни капацитет стадиона је 24.169 седећих места.
Данас Трабзонспор игра своје мечеве на стадиону Сенол Гунес чији је капацитет 40.782 места.

## ФК Трабзонспор у европским такмичењима

### Збирни резултати
Ажурирано 5. новембра 2015.
| Такмичење                         | Учешћа | Од. | П  | Н  | И  | ГД  | ГП  |
| --------------------------------- | ------ | --- | -- | -- | -- | --- | --- |
| УЕФА Лига шампиона / Европски куп | 9      | 28  | 10 | 7  | 11 | 24  | 34  |
| Куп УЕФА / УЕФА Лига Европе       | 18     | 77  | 31 | 20 | 26 | 106 | 102 |
| Куп победника купова              | 3      | 12  | 4  | 4  | 4  | 13  | 18  |
| Интертото куп                     | 2      | 8   | 3  | 1  | 4  | 19  | 12  |
| Укупно                            | 32     | 125 | 48 | 32 | 45 | 162 | 166 |